# Archidiecezja Bucaramanga
Archidiecezja Bucaramanga (łac. Archidioecesis Bucaramanguensis, hisz. Arquidiócesis de Bucaramanga) – rzymskokatolicka archidiecezja ze stolicą w Bucaramanga, w Kolumbii. Arcybiskup Bucaramangi jest metropolitą metropolii Bucaramanga.
W 2021 na terenie diecezji pracowało 116 zakonników i 555 sióstr zakonnych.

## Sufraganie archidiecezji Bucaramanga
Sufraganiami archidiecezji Bucaramanga są diecezje:
- Barrancabermeja
- Málaga–Soatá
- Socorro y San Gil
- Vélez

## Historia
17 grudnia 1952 papież Pius XII bullą Cum sit latior erygował diecezję Bucaramanga. Dotychczas wierni z tych terenów należeli do diecezji Nowa Pamplona (obecnie archidiecezja Nowa Pamplona).
14 grudnia 1974 papież Paweł VI wyniósł diecezję Bucaramanga do rangi archidiecezji metropolitalnej.
W lipcu 1986 archidiecezję odwiedził papież Jan Paweł II.
7 lipca 1987 z archidiecezji Bucaramanga odłączono diecezję Málaga–Soatá.

## Główne świątynie
- Archikatedra: Katedra Świętej Rodziny w Bucaramanga
- Bazylika mniejsza: Bazylika św. Jana Chrzciciela w Girón

## Ordynariusze

### Biskupi Bucaramangi
- Aníbal Muñoz Duque (1952–1959) następnie mianowany arcybiskupem Nowej Pamplony
- Héctor Rueda Hernández (1960–1974)

### Arcybiskupi Bucaramangi
- Héctor Rueda Hernández (1974–1991) w latach 1984–1987 także przewodniczący Konferencji Episkopatu Kolumbii; następnie mianowany arcybiskupem Medellín
- Darío Castrillón Hoyos (1992–1996) następnie mianowany proprefektem Kongregacji ds. Duchowieństwa
- Víctor Manuel López Forero (1998–2009)

Mapa diecezji

- Ismael Rueda Sierra (2009–nadal)